# Bunnahabhain
Bunnahabhain, qui se prononce Bou-na-ha-venn et signifie « bouche de la crique » en gaélique, est une distillerie de whisky située à Port Askaig sur l'île d'Islay (Hébrides).
Construite entre 1881 et 1883, la distillerie Bunnahabhain fut agrandie en 1963, fermée en 1983 et remise en activité après travaux à l'automne 2001.
Elle a été vendue en mai 2003 à Burn Stewart Distillers par Highlands Distillers Co.

## La production
La distillerie commercialise un single malt 12 ans d'âge. Son malt entre aussi dans la composition d'un des blends de la marque The Famous Grouse.

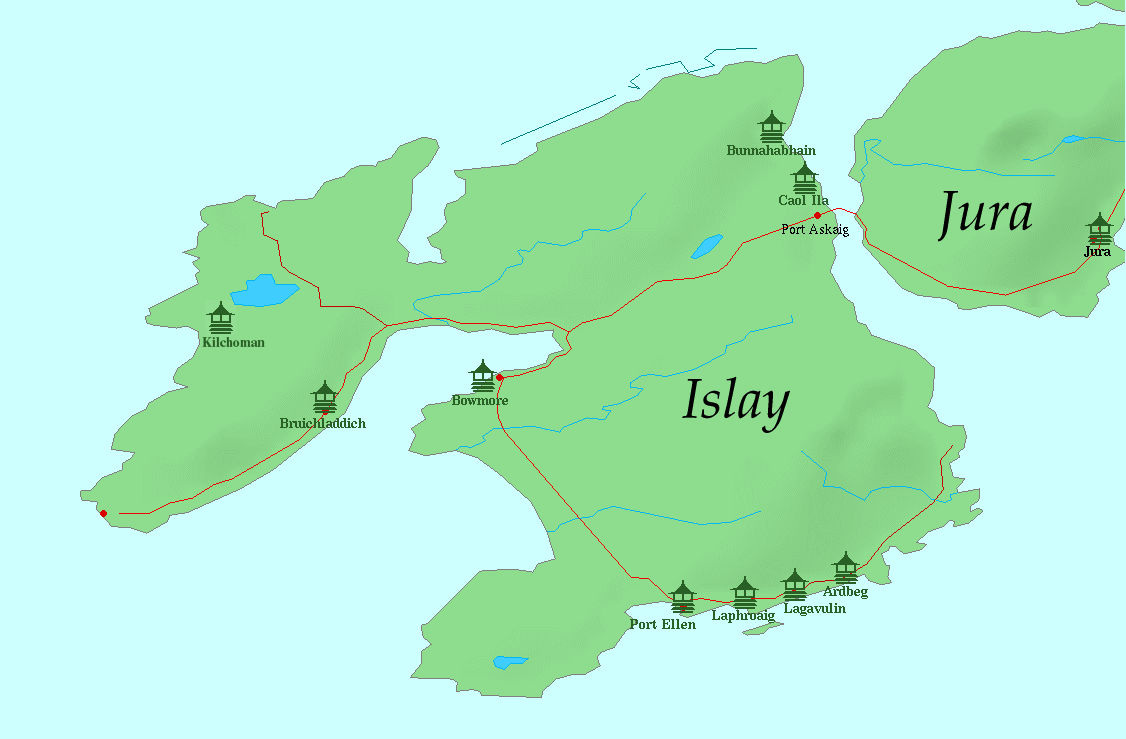
Localisation de Bunnahabhain sur l'île d'Islay